# ビルマVJ 消された革命
『ビルマVJ 消された革命』（丁: Burma VJ: Reporter i et lukket land、英: Burma VJ: Reporting from a Closed Country）は、2008年のデンマーク映画（日本公開は2010年）。タイトルのVJはビデオ・ジャーナリストの略である。

## 概要
2007年にミャンマー（ビルマ）で起こった反政府デモを報道するために命がけで潜入したジャーナリストたちの姿を描く、ドキュメンタリーである。

## 評価
サンダンス映画祭やベルリン国際映画祭など多数の映画祭で上映された。
第82回アカデミー賞では長編ドキュメンタリー映画賞にノミネートされた。